# Logisticus angustatus
Logisticus angustatus là một loài bọ cánh cứng trong họ Cerambycidae.